# Amerikaanse kamelen
De Amerikaanse kamelen zijn een groep van uitgestorven kameelsoorten uit Noord-Amerika behorend tot de Camelidae. Ze vormen geen natuurlijke groep, zo horen Camelops en Hemiauchenia bij de tribus Lamini, waar ook de huidige lama's bij horen, terwijl Aepycamelus tot de aparte onderfamilie Aepycamelinae behoort.
Hoewel kamelen tegenwoordig niet meer in Noord-Amerika voorkomen zijn deze diersoorten hier wel ontstaan. In het Eoceen ontwikkelden zich uit primitieve hoefdieren de eerste kameelachtigen. Van het Laat-Eoceen tot het Pleistoceen waren kamelen veel voorkomende diersoorten in Noord-Amerika. Door het ontstaan van de Beringlandengte tussen Noord-Amerika en Azië en de landengte van Midden-Amerika konden de kamelen zich naar andere continenten verspreiden. Hier ontstonden de kameelachtigen die tegenwoordig nog steeds leven: de Bactrische kameel (Azië), de dromedaris (Noord-Afrika, Azië) en de lama, alpaca (gedomesticeerd), vicuña en guanaco (wild) (Zuid-Amerika). De wilde vormen zijn met uitsterven bedreigd, voornamelijk de guanaco door (over)bejaging. De vicuña wordt door herstel van de 'Chaccus' beter beschermd. De kamelen in Noord-Amerika zijn in het Pleistoceen uitgestorven, net als veel andere grote zoogdieren (zie ook Megafauna). Hetzelfde geldt overigens voor de paarden: ook deze groep is in Noord-Amerika ontstaan en verspreidde zich van daar naar andere continenten.
Enkele leden van de Amerikaanse kamelen zijn:
- Aepycamelus (Mioceen)
- Aguascalientia (Mioceen)
- Westelijke kameel (Camelops hesternus) (Pleistoceen)
- Hemiauchenia (Pleistoceen)
- Palaeolama Mioceen - Pleistoceen)
- Poebrotherium (Oligoceen)
- Titanotylopus (Plioceen)